# Mads Agger
Mads Agger (Holstebro, 21 dicembre 1999) è un calciatore danese, attaccante del SønderjyskE.

## Carriera
Ha iniziato la sua carriera calcistica con la maglia dello Skive, dove ha debuttato il 1º settembre 2019 nell'incontro di DBUs Landspokalturnering vinto 7-0 contro il Djurs nel quale ha trovato anche la sua prima rete. Con il club gialloblu ha giocato complessivamente 30 incontri segnando 4 reti, trovando maggior spazio la stagione successiva con il club retrocesso in terza divisione.
Nell'estate del 2022 ha firmato un contratto con il Næstved dove ha realizzato 9 reti in 33 partite ed il 19 giugno 2023 ha firmato un contratto con il SønderjyskE, con cui ha ottenuto la promozione in Superligaen al termine della stagione. Ha debuttato nella massima divisione danese l'11 agosto 2024 nell'incontro perso 2-0 contro il Copenaghen.

## Statistiche

### Presenze e reti nei club
Statistiche aggiornate al 14 maggio 2025.
| Stagione        | Squadra         | Campionato      | Campionato | Campionato | Coppe nazionali | Coppe nazionali | Coppe nazionali | Coppe continentali | Coppe continentali | Coppe continentali | Altre coppe | Altre coppe | Altre coppe | Totale | Totale |
| Stagione        | Squadra         | Comp            | Pres       | Reti       | Comp            | Pres            | Reti            | Comp               | Pres               | Reti               | Comp        | Pres        | Reti        | Pres   | Reti   |
| --------------- | --------------- | --------------- | ---------- | ---------- | --------------- | --------------- | --------------- | ------------------ | ------------------ | ------------------ | ----------- | ----------- | ----------- | ------ | ------ |
| 2020-2021       | Skive           | 1D              | 27         | 3          | CD              | 3               | 1               | -                  | -                  | -                  | -           | -           | -           | 30     | 4      |
| 2021-2022       | Skive           | 2D              | 32         | 11         | CD              | 2               | 0               | -                  | -                  | -                  | -           | -           | -           | 34     | 11     |
| Totale Skive    | Totale Skive    | Totale Skive    | 59         | 14         |                 | 5               | 1               |                    | -                  | -                  |             | -           | -           | 64     | 15     |
| 2022-2023       | Næstved         | 1D              | 30         | 6          | CD              | 3               | 3               | -                  | -                  | -                  | -           | -           | -           | 33     | 9      |
| 2023-2024       | SønderjyskE     | 1D              | 31         | 9          | CD              | 1               | 0               | -                  | -                  | -                  | -           | -           | -           | 32     | 9      |
| 2024-2025       | SønderjyskE     | SL              | 25         | 7          | CD              | 2               | 1               | -                  | -                  | -                  | -           | -           | -           | 27     | 8      |
| Totale carriera | Totale carriera | Totale carriera | 145        | 36         |                 | 11              | 5               |                    | -                  | -                  |             | -           | -           | 156    | 41     |

## Palmarès

### Club

#### Competizioni nazionali
- 1. Division: 1

SønderjyskE: 2023-2024